# Dana Winner
Dana Winner (née Chantal Vanlee à Hasselt, Belgique, le 10 février 1965) est une chanteuse populaire belge flamande. Elle chante principalement en néerlandais et dans une moindre mesure en afrikaans, allemand, anglais ou français. Elle est surtout active en Belgique, aux Pays-Bas, en Afrique du Sud (où elle est l'une des chanteuses d'origine néerlandophone les plus populaires ) et en Allemagne.

## Biographie
Dirigée par Jean Kluger, Dana Winner sort en 1990 son premier single, Sur le toit du monde. Il s'agit d'une reprise du hit de 1973 des Carpenters Top of the World. Le succès arrive en 1993 avec son hit Woordenloos. En 1995, elle réalise sa seule entrée jusqu'à présent au Top 40 avec West Wind, une reprise de la chanson One Way Wind (en) du groupe néerlandais The Cats.
Dans les années 1990, Dana Winner poursuit sa carrière principalement en néerlandais et aux Pays-Bas, mais elle est aussi une artiste populaire en Allemagne et surtout en Afrique du Sud, où elle est invitée à se produire de plus en plus souvent. Ceci débouche à la fin des années 1990 sur des albums chantés dans différentes langues. En 1999, elle reprend L'amour ça fait chanter la vie de Jean Vallée sur Ergens in Mijn Hart . En 2006, elle refait un nouvel album en néerlandais, le premier depuis 2000.
Elle a été mariée au producteur Wilfried Van Baelen, leur fille Chinouk est née en 1999.

### Albums
| #   | Année | Titre                               |
| --- | ----- | ----------------------------------- |
| 1   | 1993  | Regenbogen                          |
| 2   | 1994  | Mijn Paradijs                       |
| 3   | 1995  | Regen Van Geluk                     |
| 4   | 1996  | Waar Is Het Gevoel                  |
| 5   | 1997  | Geef Me Je Droom                    |
| 6   | 1997  | Wo ist das gefühl?                  |
| 7   | 1998  | In Love With You                    |
| 8   | 1999  | Ergens in Mijn Hart                 |
| 9   | 1999  | Mein Weg                            |
| 10  | 1999  | Het Beste Van Dana Winner           |
| 11  | 1999  | Yours Forever                       |
| 12  | 1999  | Follow Your Heart                   |
| 13  | 2000  | Originele Hits                      |
| 14  | 2000  | Licht en Liefde                     |
| 15  | 2001  | Rainbows of Love                    |
| 16  | 2001  | Unforgetable                        |
| 17  | 2002  | Unforgetable too                    |
| 18  | 2003  | One way wind                        |
| 19  | 2003  | 10 jaar het allerbeste              |
| 20  | 2003  | Märchenland der Gefühle             |
| 21  | 2004  | My hart is in Afrika                |
| 22  | 2004  | Thank you for the music             |
| 23  | 2005  | Beautiful life                      |
| 24  | 2006  | Als je lacht                        |
| 25  | 2007  | Platinum Collection                 |
| 26  | 2007  | Wenn du lachst (Das beste von)      |
| DVD |       |                                     |
| 1   | 1996  | Dana Winner in Vorst                |
| 2   | 1999  | Live millenniumconcert              |
| 3   | 2000  | Live in concert at Sun City         |
| 4   | 2003  | 10 jaar in concert                  |
| 5   | 2005  | 'Beautiful Life' concert in Hasselt |

### Singles
| #  | Année | Titre                                                                                        | Ultratop 50 | NL Top 40 |
| -- | ----- | -------------------------------------------------------------------------------------------- | ----------- | --------- |
| 1  | 1990  | Op het dak van de wereld (Top of the world)                                                  |             |           |
| 2  | 1990  | Zomernachten (summernights)                                                                  |             |           |
| 3  | 1991  | Balalaikas                                                                                   |             |           |
| 4  | 1991  | Adios                                                                                        |             |           |
| 5  | 1992  | Wantrouwigheid                                                                               |             |           |
| 6  | 1992  | Woordenloos (Atemlos)                                                                        |             |           |
| 7  | 1993  | De oude man en de zee (Der alte Mann und das Meer)                                           |             |           |
| 8  | 1993  | Zeven regenbogen                                                                             |             |           |
| 9  | 1994  | Het kleine paradijs                                                                          |             |           |
| 10 | 1994  | Hopeloos en verloren (stay with me 'til the morning)                                         | tip         |           |
| 11 | 1995  | Westenwind (One way wind)                                                                    | 17          | 5         |
| 12 | 1995  | Vleugels                                                                                     |             |           |
| 13 | 1995  | Regen van geluk (Dann regnet es Glück)                                                       | tip         |           |
| 14 | 1995  | Geef de kinderen de wereld (Mille colombes)                                                  | tip         |           |
| 15 | 1996  | Iedere keer                                                                                  |             |           |
| 16 | 1996  | Het kleine dorp                                                                              |             |           |
| 17 | 1996  | Ik hou van jou                                                                               | tip         |           |
| 18 | 1996  | Ver weg van Eden (Guardian Angel)                                                            |             |           |
| 19 | 1997  | Waar is het gevoel (Wo ist das Gefühl)                                                       |             |           |
| 20 | 1997  | Ich hab noch 1000 Träume (Eleni)                                                             |             |           |
| 21 | 1997  | Zwoele zomer (put on your white sobrero)                                                     | tip         |           |
| 22 | 1997  | Vroeger bracht je bloemen voor mij mee (duet met Steve Hofmeyr) (you don't bring me flowers) |             |           |
| 23 | 1997  | Als een lied (Cent mille chansons)                                                           |             |           |
| 24 | 1998  | Geef me je droom                                                                             |             |           |
| 25 | 1998  | Volg je natuur                                                                               |             |           |
| 26 | 1998  | Ik zing vandaag een lied (Det vackraste)                                                     |             |           |
| 27 | 1999  | Alles wat ik doe (Mein Weg führt mich zu dir)                                                |             |           |
| 28 | 1999  | Ik mis je adem                                                                               |             |           |
| 29 | 1999  | Vrij als een vogel (Maledetta primavera)                                                     |             |           |
| 30 | 1999  | Blijf toch wie je bent                                                                       |             |           |
| 31 | 1999  | Kind van mij                                                                                 |             |           |
| 32 | 2000  | Ik doe het voor jou                                                                          |             |           |
| 33 | 2000  | Stil de storm                                                                                |             |           |
| 34 | 2000  | Licht en liefde                                                                              |             |           |
| 35 | 2001  | Never never never (duet met Frank Galan)                                                     |             |           |
| 36 | 2003  | Mijn hart zingt van liefde                                                                   |             |           |
| 37 | 2003  | Iets heeft je zachtjes aangeraakt (Save the best for last)                                   |             |           |
| 38 | 2005  | Sail away                                                                                    |             |           |
| 39 | 2005  | Every night                                                                                  |             |           |
| 40 | 2005  | Stand van de maan                                                                            |             |           |
| 41 | 2006  | Lass das leben gewinnen (Angels)                                                             |             |           |
| 42 | 2006  | Het dorp (la montagne)                                                                       |             |           |
| 43 | 2006  | Kijk om je heen                                                                              |             |           |
| 44 | 2007  | Waar is de tijd                                                                              |             |           |
| 45 | 2007  | Zoals je tovert met de tijd                                                                  |             |           |
| 46 | 2007  | Als je lacht (Ansiedad)                                                                      |             |           |
| 47 | 2007  | Als je alles weet (duo avec André Hazes)                                                     |             |           |

## Discographie
- 1989 Op het dak van de wereld (Top of the world)
- 1990 Zomernachten
- 1991 Balalaikas
- 1991 Adios
- 1993 Woordenloos (Atemlos)
- 1993 De oude man en de zee (Der alte Mann und das Meer)
- 1993 Zeven regenbogen
- 1994 Het kleine paradijs
- 1994 Hopeloos en verloren
- 1995 Westenwind (One way wind)
- 1995 Vleugels
- 1995 Regen van geluk (Dann regnet es Glück)
- 1995 Geef de kinderen de wereld (Mille colombes)
- 1996 Iedere keer
- 1996 Het kleine dorp
- 1996 Ik hou van jou
- 1996 Ver weg van Eden (Jenseits von Eden)
- 1997 Waar is het gevoel (Wo ist das Gefühl)
- 1997 Ich hab noch 1000 Träume (Eleni)
- 1997 Zwoele zomer
- 1997 Als een lied (Cent mille chansons)
- 1998 Geef me je droom
- 1998 Volg je natuur
- 1998 Ik zing vandaag een lied (Det vackraste)
- 1999 Alles wat ik doe (Mein Weg führt mich zu dir)
- 1999 Ik mis je adem
- 1999 Vrij als een vogel (Maledetta primavera)
- 1999 Blijf toch wie je bent
- 1999 Kind van mij
- 2000 Ik doe het voor jou
- 2000 Stil de storm
- 2000 Licht en liefde
- 2001 Grande, grande, grande (Immer, immer wieder) Duo avec Frank Galan
- 2003 Mijn hart zingt van liefde
- 2003 Iets heeft je zachtjes aangeraakt (Save the best for last)
- 2005 Sail away
- 2005 Stand van de maan
- 2006 Het dorp
- 2006 Kijk om je heen